# ハーコー
『ハーコー』は、日本のバンドB-DASHの6枚目のシングルである。2004年11月25日発売。発売元はXTRA LARGE RECORDS。

## 概要
- 前作から1年1ヶ月ぶりとなるシングル。
- CCCD。

## 収録曲
1. ハーコー
作詞・作曲：GONGON、編曲：B-DASH
2. セパタクロー
作詞・作曲：GONGON、編曲：B-DASH
3. 僕の少年
作詞・作曲：GONGON、編曲：B-DASH
4. リミテッドレコード(REMIXED BY CHATANIX)
作詞・作曲：GONGON、編曲：CHATANIX
アルバム「○」に収録されていた曲のリミックス

## 収録アルバム

### ハーコー
- オリジナル『ホフ』（2005年4月13日）
- ベスト『LEAD SONG COLLECTION』（2007年5月16日）

### リミテッドレコード
- オリジナル『「○」』（2001年8月15日）

## タイアップ
- ハーコー：ボーダフォン（現ソフトバンクモバイル）CMソング